# Collegium
Collegium (collegia en plural, palabra latina que da origen a "colegio" en español y que etimológicamente significa 'juntos por ley') era el nombre de una institución romana con un papel importante en el derecho romano. Tenía el carácter de una asociación privada y estaba regido por su propio estatuto (la lex collegii) donde se establecían sus órganos y finalidad, los criterios de admisión de los asociados y otros asuntos propios.

## Loscollegiacomo espacios de socialización
Los collegia, como fenómeno asociativo, cubrían las carencias del estado romano en diferentes ámbitos: familiar, amicitia horizontal, clientelismo vertical y otros vacíos del sistema. Según esta definición, los collegia serían asociaciones de tipo voluntario que cumplían las necesidades de asociación tanto de ciudadanos como de libertos.

## Historiografía y fuentes de loscollegia
A lo largo de los últimos años e incluso siglos diversos historiadores han puesto más o menos en entredicho el papel e incluso la existencia de estas asociaciones. 
Th. Mommsen las puso totalmente en entredicho. Waltzing criticó la idea preconcebida de la asociación territorial. Según este último, considerar que los o las collegia eran bien de tipo religioso, profesional o territorial es un error provocado por la extrapolación histórica, ya que esta división es demasiado rígida. 
Fue Lindott quien hizo una revisión profunda del concepto. Según él, y apoyando la tesis de Waltzing, se trata de un fenómeno muy complejo en el que no pueden aplicarse rígidos esquemas modernos. Por ello el propuso la nula validez de todo lo estudiado y clasificado hasta el momento, sentenciando que no se pueden desligar las diversas utilidades de los Collegia: profesional, religiosa y territorial. 
La historiografía contemporánea ha concluido que los collegia tenían varias funciones que se complementaban entre sí y no eran excluyentes. Por tanto, en cuanto a su función religiosa funcionarían bien como espacios de culto bien como organismos funerarios. Respecto a la función profesional, podrían haber actuado como núcleos de apoyo, protección y control entre individuos de la misma y de parecidas ocupaciones. El aspecto territorial en cambio no está tan claro, pero algunos sugieren que los collegia eran órganos de cohesión y administración local. El aspecto más claro es que se trataba de espacios de socialización que articulaban las necesidades interpersonales que no podían cumplir la red familiar ni la estatal.

## Historia
Se instituyeron inicialmente con fines religiosos (casos en los que se denominan específicamente sodalitas) y posteriormente para fines sociales, culturales o profesionales. Los denominados collegia funeraticia se establecían para la celebración de ritos fúnebres, cuyo alto costo y gran importancia para la cultura romana hacían que fuera muy interesante para los particulares asociarse (como en las cofradías cristianas posteriores). Muy importantes fueron también los colegios de artesanos, músicos, médicos, enseñantes, etc. (collegia opificum) para tutela de los intereses de un estamento profesional y con "patronos protectores" para cada oficio (de forma equivalente a los gremios y colegios profesionales desde la Edad Media). Estos colegios adquirieron enseguida un relevante peso político en momentos políticamente convulsos y en las elecciones a las magistraturas romanas, apoyando a un candidato (collegia sodalicia o compitalicia). 
Mientras la Ley de las XII tablas (mediados del siglo V a. C.) sancionaba la absoluta libertad de asociación, a partir del final de la República romana se comenzaron a establecer restricciones con el fin de intervenir en el turbulento clima político de la época; ya que los colegios, más que sus iniciales fines, perseguían fines políticos de modo no siempre lícito (como por ejemplo, mediante la venta del voto de sus asociados). En el año 7 después de Cristo, Augusto hizo votar la lex Iulia de collegiis que suprimió todos los collegia existentes excepto los de más antigua tradición y restringía la creación de nuevos collegia al reconocimiento del  Senado romano mediante senatusconsultum subordinadamente a una iusta causa: en la práctica, la utilidad pública. Más adelante, el reconocimiento con senadoconsulto fue equiparado al reconocimiento por el Emperador romano. A partir de Constantino se reintrodujo el reconocimiento por vía general, sin necesidad de un acto específico, pero solo para los collegia funeraticia y otras entidades de tipo eclesiástico.
Según Gayo, parece que para constituir un collegium era necesaria la concurrencia de voluntades de al menos tres personas (tres faciunt collegium) y un patrimonio común diferente del patrimonio privado de cada uno de los asociados (arca communis). La disminución del número de asociados no causaba la extinción del collegium, que no se producía hasta la salida del último miembro o hasta el cumplimiento de los fines propios.
Los órganos del collegium se establecían en la lex collegii según el modelo de las corporaciones públicas (como el municipium) con una asamblea de los asociados (populus collegii), un órgano colegial más restringido (ordo decurionum) y órganos unipersonales de diferentes denominaciones (magistri, curatores, quinquennali, etc.)
Los collegia, por efecto de la lex Iulia de collegiis, poseyeron una cierta capacidad jurídica, pudiendo ser titulares del derecho de propiedad y de otros derechos y obligaciones de naturaleza patrimonial, así como personarse en juicios y otros procedimientos judiciales. A lo largo de la era imperial adquirieron también la capacidad de recibir herencias. Esto no hacía de ellos personas jurídicas en el moderno sentido, o en el de las modernas corporaciones.
En algunas ocasiones se convirtieron en corporaciones organizadas de empresarios locales e incluso de criminales, que llevaban a cabo sus organizaciones mercantiles o criminales (de separación muy difusa) en una región urbana delimitada de Roma: un rione.
El lugar de reunión de los collegia se conocía como curia, la misma palabra que se aplicaba al lugar de reuniones del Senado romano, a imagen del cual funcionaban.
La única excepción a la regla de tres personas para formar un collegium fue el colegio de los cónsules, que solamente constaba de dos (los dos cónsules, que habitualmente son considerados una magistratura unipersonal, pero que en realidad era colegial).
Los collegium se mantendrían hasta la caída del Imperio Romano de Occidente, en cuyo momento fueron decreciendo hasta su desaparición.

## Colegios mayores del sacerdocio en la Antigua Roma

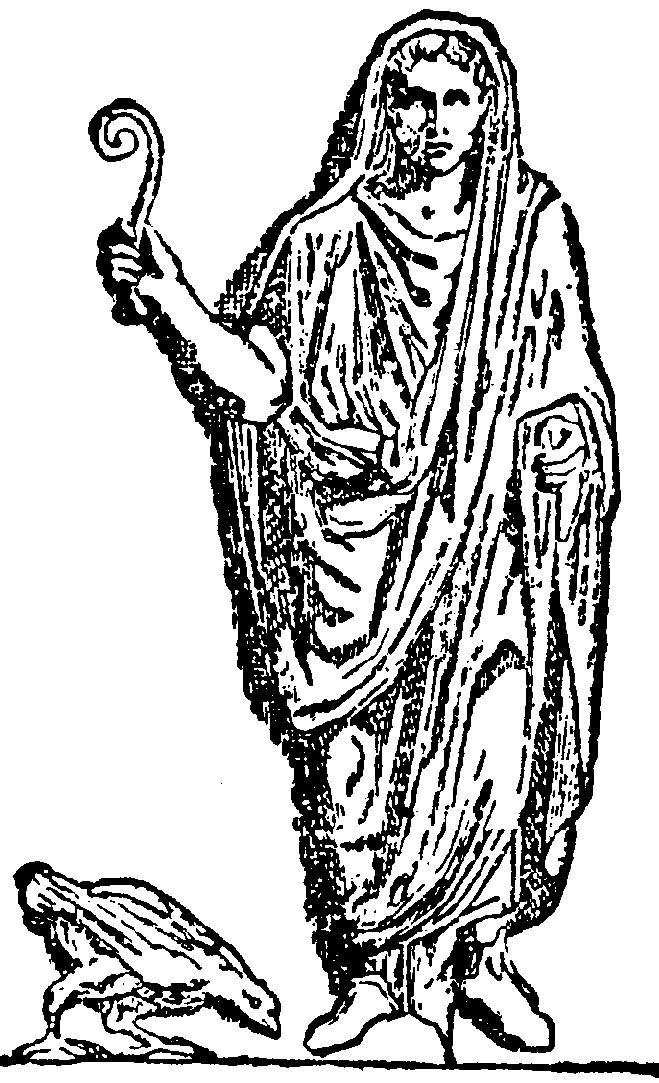
Augur romano.

Hubo cuatro grandes corporaciones religiosas, los quattuor amplissima collegia de sacerdotes romanos. En orden descendente de importancia eran:
- Pontifices, encabezados por el Pontifex Maximus (Collegium Pontificum, Colegio de Pontífices).
- Augures.
- Quindecemviri (Quindecemviri sacris faciundis), quince, aunque originalmente eran diez (Decemviri).
- Epulones, siete (Septemviri Epulonum), aunque originalmente eran tres.

Después de que se hubiese divinizado a Augusto, aparecería un quinto colegio, cuyos sacerdotes fueron llamados collegium sodalium Augustalium. También a partir de Augusto, que pasaría la potestad a sus sucesores, se permitió aumentar el número de sacerdotes de cada colegio en función de las necesidades existentes en cada momento.

## Colegios en la Grecia antigua
En el Digesto 47.9.4, se recoge un comentario de Gayo a las Doce Tablas, que dice: "Son sodales los que son de un mismo colegio, al cual llaman los griegos sociedad. Pero a éstos les da la ley facultad de hacer para si el pacto que quieran, con tal que no infrinjan disposición alguna de la ley pública. Mas esta ley parece que fue tomada de una ley de Solón, porque en ella se dice así; «Mas si una tribu, o curiales, o anunciadores de ceremonias religiosas,o los que comen en común, o los que se juntan en un sepulcro o en colegio, o los que se unen para ganancia o negociación, hubieren dispuesto entre sí alguna cosa, sea ésta firme, a no ser que la prohibieren las leyes públicas».".
Según DUFF, sin embargo, esto sólo quiere decir que para Gayo los colegios eran similares a esas sociedades griegas.